# Distretto di Qingyuan (Jiangxi)
Il distretto di Qingyuan (青原区S, Qīngyuán QūP) è un distretto della Cina, situato nella provincia di Jiangxi e amministrato dalla prefettura di Ji'an.